# مقاطعة دامبوفيتا
مقاطعة دامبوفيتا (بالإنجليزية: Dâmbovița County)‏ هي مقاطعة في رومانيا، تتبع رومانيا، بلغ عدد سكانها 354٬471 نسمة، في 1930، عاصمتها ترجوفيشت، تبلغ مساحتها 4٬054 كيلومتر مربع.

## التقسيمات الإدارية
- فيني
- جورا فوي
- بيتريستي
- موريني
- إيديرا
- بوسيوسا
- تيتو
- برانيشتيا
- كوبيا
- موتيعيني
- بوليني
- بيربوليو
- بيزديد
- بيلسيوريستي
- غويستي
- بوسيوميني
- بوكشاني
- كانديتي
- كوجاسكا
- كوميتشاني
- كونتيستي
- كوربي ماري
- كورنيشتي
- كوستستي دين فالي
- كرانجوريلي
- دورمونستي
- دوبرا
- دراغودانا
- دراغوميرتي
- فينتا
- جلوديني
- غورا أوكنيتشي
- هولوبيستي
- لوسيني
- لوديستي
- لونجوليتو
- مالو كو فلوري
- مينستي
- ماتاسارو
- موغوساني
- موروني
- مورتيني
- Nucet
- أودوبيتي
- برونستي
- بيتروشيا
- بويانا
- بوتلوجي
- Produlești
- بوتشيني
- بريزوايلي
- ريكاري
- رونكو
- بوتيمانو
- تتاراني
- Ciocănești
- فاليا ماري
- Văcărești
- Văleni _Dâmbovița
- فيتشينا
- فيسينيستي
- فافوري
- كريفيديا
- فوينستي
- فولكانا باي
- نيكوليتي
- سلوبوزيا مواري
- تارتاسستي
- كورناتيلو
- I.L. كاراجيال
- فولكانا بانديل
- فلاديني (دامبوفيتش)
- راسيو
- بيتراري
- راو ألب
- روسكي
- بيرسيناري
- أوكنيتا
- سيليشوارا
- سادلر
- أوليستي
- فاليا لونجو
- ترجوفيشت
- أنينواسا
- Doiceşti
- رازفاد
- أوتانجا
- غورا دوي
- أولمي